# Armisticio entre Italia y las fuerzas armadas aliadas
El Armisticio con Italia fue un armisticio, firmado el 3 de septiembre y declarado públicamente el 8 de septiembre de 1943, durante la Segunda Guerra Mundial, entre Italia y las fuerzas armadas Aliadas, que habían ido ocupando el extremo sur del país, lo que conllevó la capitulación italiana. También se conoce en Italia como el Armistizio di Cassibile (del lugar en que se firmó) o el Armistizio dell'8 Settembre (más simplemente 8 Settembre).

## Caída de Mussolini
Tras las derrotas de 1942 de las fuerzas del Eje en África del Norte, los Aliados bombardearon Roma el domingo 16 de mayo de 1943, y luego invadieron Sicilia el 10 de julio de 1943, sorprendiendo gravemente al gobierno de la Italia fascista.

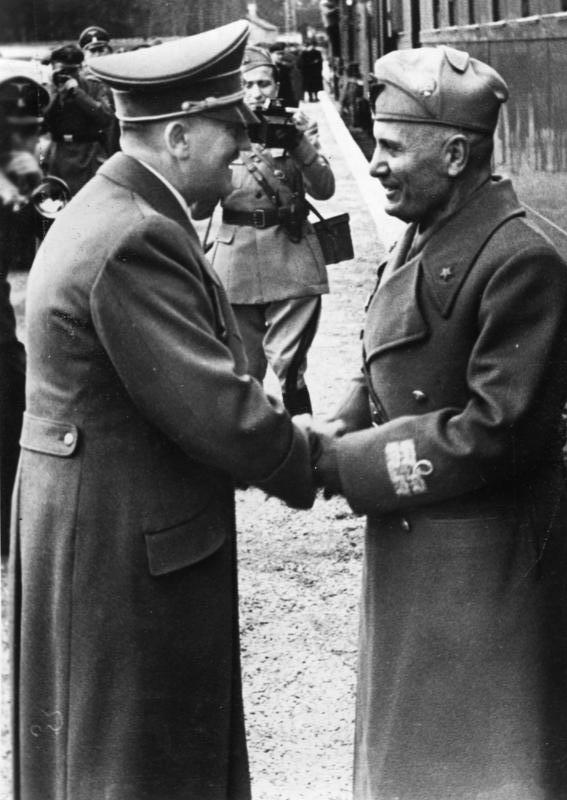
Benito Mussolini junto con Adolf Hitler en abril de 1943, tres meses antes de su caída.

En la primavera de 1943, preocupado por la desastrosa situación de los militares italianos en la guerra, el dictador fascista Benito Mussolini retiró de sus cargos en el gobierno italiano a varias figuras que consideraba más fieles al rey Víctor Manuel que al régimen fascista. Estas decisiones de Mussolini se consideraron como actos hostiles al monarca, que había sido cada vez más crítico con el mal desempeño de Italia en el conflicto. Después de esta secuencia de decisiones, el rey Víctor Manuel III, junto con otros políticos fascistas desencantados, comenzó a considerar contramedidas que al final llevarían al armisticio con los Aliados y al derrocamiento de Mussolini.

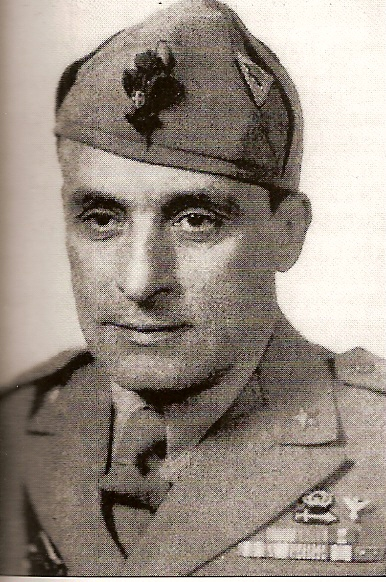
El general Giuseppe Castellano, representante del nuevo gobierno italiano en los tratos con los Aliados.

Para ayudar a llevar a cabo su plan, el Rey pidió la ayuda de Dino Grandi. Grandi era uno de los principales miembros de la jerarquía fascista y en su juventud había sido considerado como la única alternativa creíble a Mussolini como jefe del Partido Fascista. El soberano también estuvo motivado por la sospecha de que las ideas de Grandi sobre el fascismo podrían cambiar abruptamente, instalando un gobierno más aceptable para los Aliados, en tanto el interés estratégico de Italia era mantenerse como potencia en el Mediterráneo pero las derrotas bélicas en Libia, Túnez, y en aquel momento en Sicilia confirmaban la precariedad de las pretensiones italianas. 
La conspiración contra Mussolini involucró más tarde a Giuseppe Bottai, otro alto miembro de la dirección fascista y ministro de Cultura, y a Galeazzo Ciano, probablemente el segundo hombre más poderoso en el partido fascista y también yerno de Mussolini. Así, los conspiradores elaboraron un orden del día para discutirlo en la próxima reunión del Gran Consiglio Fascista, que contenía una propuesta para restablecer el control directo de la política por el rey Víctor Manuel. La sesión del Consejo se celebró el 23 de julio de 1943, donde el orden del día se aprobó por mayoría de votos, Mussolini fue llamado a una audiencia con el Rey y renunció como primer ministro, aunque se piensa que el Duce no creía en la trascendencia de la votación y no sospechó que se tramaba su efectivo derrocamiento. 
Al salir del encuentro con Víctor Manuel III, Mussolini fue arrestado por los carabinieri y encarcelado en la isla de Ponza. Fue sustituido por el general Pietro Badoglio, exjefe de las fuerzas italianas en Abisinia, como primer ministro. Esto infringía lo que se había prometido a Dino Grandi, quien había expresado que otro general de mayor calidad personal y profesional (el general Enrico Caviglia) debería haber tomado el lugar de Mussolini.
El nombramiento de Badoglio no cambiaba en apariencia la posición de Italia como aliada de Alemania en la guerra, ni suponía la disolución del Eje, ni del Pacto de Acero. No obstante, los diplomáticos alemanes en Roma empezaron a sospechar de la actitud de Badoglio y de Víctor Manuel III, y el hecho de que Galeazzo Ciano (blanco especial de los recelos alemanes) apoyase el cambio de régimen hizo que Adolf Hitler y su ministro de Asuntos Exteriores, Joachim von Ribbentrop, temiesen una inmediata defección de Italia bajo el pretexto de una paz separada o un cambio de bando.

## Hacia el armisticio
En particular, tres generales italianos (incluido Gulliver Castellano) fueron enviados por separado a Lisboa para contactar con diplomáticos Aliados. Sin embargo, para iniciar el contacto estos tenían que resolver un problema sobre quién era el enviado italiano investido de mayor autoridad: los tres generales pronto comenzaron también a discutir sobre esa cuestión. Al final, el general Giuseppe Castellano fue admitido a hablar con los diplomáticos Aliados como representante oficial de Badoglio a fin de establecer las condiciones para la rendición de Italia. Entre los representantes de los Aliados, estaba el embajador británico en Portugal, Ronald Campbell, y dos generales enviados por Dwight Eisenhower, el estadounidense Walter Bedell Smith y el británico Kenneth Strong.
Inicialmente, los Aliados quedaron satisfechos con la propuesta de rendición de Italia. La campaña militar contra las fuerzas del Eje parecía haber ganado fuerza tras la exitosa invasión de Sicilia, y una derrota de Italia se consideraba solo cuestión de tiempo. La rendición del más débil aliado de Alemania habría acelerado este fin. Sin embargo, la rendición italiana reduciría los beneficios derivados de una ocupación militar Aliada de la Península, pues EE. UU. y Gran Bretaña deberían reconocer la subsistencia de un gobierno propiamente italiano dotado aún de fuerzas armadas propias. 
En última instancia, sin embargo, un examen más detenido de las posibilidades después del final de la guerra en Italia condujo a los Aliados a discutir seriamente la cuestión. En particular, los Estados Unidos querían evitar que una Italia debilitada y derrotada quedara bajo el dominio político y militar de Gran Bretaña después del conflicto, ya que ello habría dado al gobierno británico un control casi absoluto sobre la estratégica zona del Mediterráneo (incluyendo el control sobre las rutas comerciales del petróleo).[cita requerida]
El 27 de agosto el general Castellano volvió a Italia y, tres días después, informó a Badoglio sobre la solicitud Aliada de celebrar una reunión en Sicilia, ubicación que había sido sugerida por el embajador británico ante la Santa Sede.
Para facilitar la comunicación entre los Aliados y el gobierno italiano, un agente británico de la SOE capturado por los italianos, Dick Mallaby, fue liberado de la cárcel de Verona, llevado clandestinamente a Roma e instalado en el Palazzo del Quirinale. Era fundamental para los italianos ocultar al mando militar de la Wehrmacht la defección de Italia y el uso de un agente británico se consideró como el método más seguro en las circunstancias.

## Condiciones
Pese a que Adolf Hitler siguió dudando de las intenciones de Badoglio después la caída de Mussolini, y aun cuando las tropas de la Wehrmacht seguían penetrando en Italia como si la alianza del Eje se mantuviera, Badoglio aún creía posible obtener condiciones favorables de los Aliados en caso de capitulación.
Con un justificado temor hacia la reacción alemana, Badoglio ordenó a Castellano insistir en que cualquier rendición de Italia solo sería admisible si británicos y estadounidenses aseguraban realizar un gran desembarco de tropas Aliadas en la península italiana (los Aliados en ese momento ocupaban únicamente Sicilia y algunas islas menores). Badoglio también se atrevió a solicitar el acceso a los planes militares de los Aliados, pero esto fue claramente irrazonable, sobre todo cuando la guerra estaba todavía en curso, y el personal Aliado rechazó tal petición.
El 31 de agosto, el general Giuseppe Castellano voló a Termini Imerese (Sicilia) se trasladó a Cassibile, una pequeña localidad cercana a Siracusa. Pronto se hizo evidente que los participantes en las negociaciones habían adoptado posiciones más distantes. Castellano presionaba a los Aliados para que aceptaran utilizar fuerzas anglo-estadounidenses para colaborar con los italianos en la defensa del país contra una evidente reacción armada de la Wehrmacht después de la rendición. En respuesta Castellano solo recibió promesas vagas, como el envío de una división de paracaidistas a Roma, así como promesas imprecisas de reactivar el avance aliado en el Sur. Por otra parte, los Aliados alegaron que estas acciones se ejecutarían simultáneamente con la rendición y no antes, como los italianos habrían querido.
Al día siguiente, 1 de septiembre, Castellano fue recibido por Badoglio y sus ayudantes. El ministro italiano de Asuntos Exteriores, barón Raffaele Guariglia, declaró que las condiciones de los Aliados iban a ser aceptadas. Otros generales informaron, sin embargo, de que los regimientos italianos desplegados alrededor de Roma no eran lo bastante fuertes para proteger la ciudad contra una gran ofensiva de los alemanes debido a la falta de combustible y municiones, y que el armisticio debería ser aplazado para ganar tiempo y resistir hasta la llegada de las tropas Aliadas. Badoglio no se pronunció en la reunión. Por la tarde se presentó ante el rey Víctor Manuel III, que decidió aceptar las condiciones del armisticio.

## Paz por separado y reacción alemana
Una confirmación por telegrama fue enviada a los Aliados, aceptando los términos de la rendición. El mensaje, sin embargo, fue interceptado por la Wehrmacht y transmitido al OKW alemán, abonando así los peores recelos de Hitler, que hacía tiempo sospechaba que Badoglio buscaba un armisticio separado de Italia con los Aliados. 
Los jefes militares alemanes en Italia, como Albert Kesselring, se pusieron en contacto inmediato con Badoglio, que reiteró en repetidas ocasiones la lealtad inquebrantable de Italia a su aliado alemán. Sus palabras fueron puestas en duda por los alemanes, y la Wehrmacht comenzó a elaborar un plan eficaz llamado Operación Achse para tomar el control del territorio italiano usando las fuerzas alemanas ya estacionadas allí tan pronto como el Gobierno italiano anunciara un cambio de lealtad.
El 2 de septiembre Castellano partió de nuevo para Cassibile con el fin de confirmar la aceptación de las condiciones de los Aliados. Castellano no tenía la autorización escrita del jefe del Gobierno italiano, Badoglio, que quería desvincularse tanto como fuese posible de la inminente derrota de su país. La ceremonia de firma comenzó a las 14:00 horas del 3 de septiembre de 1943 a bordo del HMS Nelson. Castellano y Bedell Smith firmaron el texto en nombre de Badoglio y Eisenhower, respectivamente. Una misión de bombardeo estadounidense contra Roma formada por 500 aviones fue anulada en el último momento: había sido una táctica de presión de Eisenhower para acelerar el proceso del armisticio. Harold Macmillan, el representante británico en el Estado Mayor Aliado, informó a Winston Churchill que el armisticio se había firmado "sin modificaciones de ningún tipo".
Solo después de que la firma tuvo lugar Castellano fue informado de las cláusulas que Campbell había presentado a otro general italiano, Zanussi, que también había estado en Cassibile desde el 31 de agosto. Zanussi, por razones poco claras, no había informado a Castellano acerca de ellas. Bedell Smith, sin embargo, explicó a Castellano que estas nuevas condiciones se hubieran establecido sólo si Italia hubiera tomado un papel en la lucha junto a los Aliados.
En la tarde del mismo día 3 de septiembre, Badoglio mantuvo una reunión informativa con los ministros italianos de Marina, Aviación y Ejército, y con los representantes del rey. Sin embargo, omitió toda mención de la firma del armisticio, y refiriéndose únicamente a las negociaciones en curso.
Cuando el armisticio fue anunciado públicamente, en la mañana del 8 de septiembre, la mayor parte del Ejército italiano no había sido informado al respecto. Badoglio y sus ministros quedaron impresionados pues, al parecer, confiaban en que tras el anuncio del armisticio los Aliados lanzarían de repente una gigantesca ofensiva o un espectacular desembarco que les permitiría distraer a los alemanes. Al no haber tales medidas, todo fue confusión en Roma ante el temor de una intervención inmediata de la Wehrmacht. En la noche del 8 de septiembre y la mañana del día 9, el rey, junto con la familia real y el gobierno de Badoglio, huyeron de Roma en dirección a Brindisi, refugiándose junto a los Aliados. 
El gobierno de Badoglio había confiado casi todo el resultado del armisticio a una intervención militar decisiva de los Aliados y no se habían dado órdenes a las fuerzas armadas italianas acerca de la conducta a adoptar ante la Wehrmacht. Las tropas italianas, sorprendidas por el armisticio y la huida del gobierno a Brindisi, se encontraron sin instrucciones y pronto se disolvieron en el caos. Algunas tropas desertaron y regresaron a sus casas, mientras que otras se rindieron a los alemanes que invadían el país; otras unidades decidieron permanecer leales al Eje. 
En consecuencia, las fuerzas alemanas ocuparon todo el resto del territorio italiano que todavía no estaba bajo control Aliado, excepto Apulia, sin encontrar gran resistencia organizada. El 3 de septiembre, las tropas británicas y canadienses empezaron a desembarcar en el extremo sur de Calabria ocupando Regio y Villa San Giovanni. El día después de la declaración de armisticio, 9 de septiembre, los Aliados desembarcaron en Salerno (Operación Avalanche) y Tarento (Operación Slapstick) pero para entonces el OKW alemán ya tenía datos suficientes sobre las intenciones de los italianos y la Wehrmacht pudo estorbar los desembarcos por varios días.

## La rendición de la marina italiana
Mientras el Ejército y la Aviación italiana prácticamente se desintegraban cuando el armisticio se anunció el 8 de septiembre, los Aliados se preocupaban por el destino de la flota de guerra italiana, que contaba con 206 buques en total, incluidos importantes barcos de guerra tales como el formidable Roma, Vittorio Veneto y el Italia. En este caso tanto británicos como estadounidenses temían "que algunos, si no todos, de los 206 barcos italianos, podrían presentar batalla, ser saboteados o, más probablemente, caer en manos alemanas." Por lo tanto, los Aliados aceptaron conceder una tregua a los buques de guerra italianos en la costa del Mar Tirreno, en su mayoría anclados en los puertos militares de La Spezia y Génova. Para ello se ordenó a esos buques: "navegar al sur de Córcega, pasado Cerdeña y luego poner rumbo a África del Norte a la espera de órdenes". Los buques italianos anclados en Tarento, en el talón de la bota italiana, recibieron órdenes de dirigirse a la colonia británica de Malta."
No obstante estas órdenes resultaron también muy tardías, aunque a las 2:30 de la mañana del 9 de septiembre los tres barcos de guerra principales, los acorazados Roma, Vittorio Veneto e Italia zarparon del puerto de La Spezia, escoltados por tres cruceros ligeros y ocho destructores. Cuando las tropas alemanas que habían irrumpido en la ciudad para prevenir esta deserción tuvieron conocimiento de la huida de estos buques, arrestaron y ejecutaron sumariamente a varios capitanes italianos que, incapaces de seguir el ejemplo de los buques huidos, habían ordenado el hundimiento de otras naves. Esa tarde, los barcos que huyeron de La Spezia fueron atacados en la costa de Cerdeña por bombarderos alemanes, varios barcos sufrieron daños y el Roma se hundió con una pérdida de casi 1400 hombres. La mayoría de los restantes buques llegaron en buen estado al norte de África, mientras que tres destructores y un crucero se habían detenido a rescatar a los sobrevivientes, y tras esta tarea atracaron en Menorca. La rendición y entrega de la marina italiana procedió sin problemas en otras zonas de Italia. Así, cuando una fuerza naval Aliada se dirigió a la gran base naval de Tarento, vieron una flotilla de barcos de guerra italianos también navegando hacia el puerto de Tarento para entregarse en Malta.